# Chocovice
Chocovice (německy Kötschwitz) jsou osada, část obce Třebeň v okrese Cheb v Karlovarském kraji. Nachází se 1,5 kilometru jihovýchodně od Třebeně. Protéká jí řeka Ohře. Chocovice jsou také název katastrálního území o rozloze 2,58 km².

## Historie
První písemná zmínka o vesnici pochází z roku 1290.

## Obyvatelstvo
Při sčítání lidu v roce 1921 zde žilo 108 obyvatel, až na jednoho cizozemce všichni německé národnosti. Všichni obyvatelé se hlásili k římskokatolické církvi.
| Rok            | 1869 | 1880 | 1890 | 1900 | 1910 | 1921 | 1930 | 1950 | 1961 | 1970 | 1980 | 1991 | 2001 | 2011 | 2021 |
| -------------- | ---- | ---- | ---- | ---- | ---- | ---- | ---- | ---- | ---- | ---- | ---- | ---- | ---- | ---- | ---- |
| Počet obyvatel | 132  | 113  | 118  | 127  | 130  | 108  | 99   | 64   | 42   | 31   | 10   | -    | 5    | 15   | 17   |
| Počet domů     | 14   | 15   | 15   | 13   | 12   | 12   | 13   | 18   | -    | 6    | 4    | -    | 4    | 4    | 5    |

## Obecní správa
Při sčítání lidu v letech 1850–1978 Chocovice byly osadou obce Třebeň v okrese Cheb. Od 1. ledna 1979 do 30. června 1980 byly částí města Františkovy Lázně v okrese Cheb. Od 1. července 1980 do 31. prosince 1997 byla osada úředně zrušena (od 1. července 1980 do 23. listopadu 1990 byly součástí Františkových Lázní a od 24. listopadu 1990 do 31. prosince 1997 opět součástí Třebeně) a jako část obce Třebeň byla obnovena 1. ledna 1998.

## Další fotografie

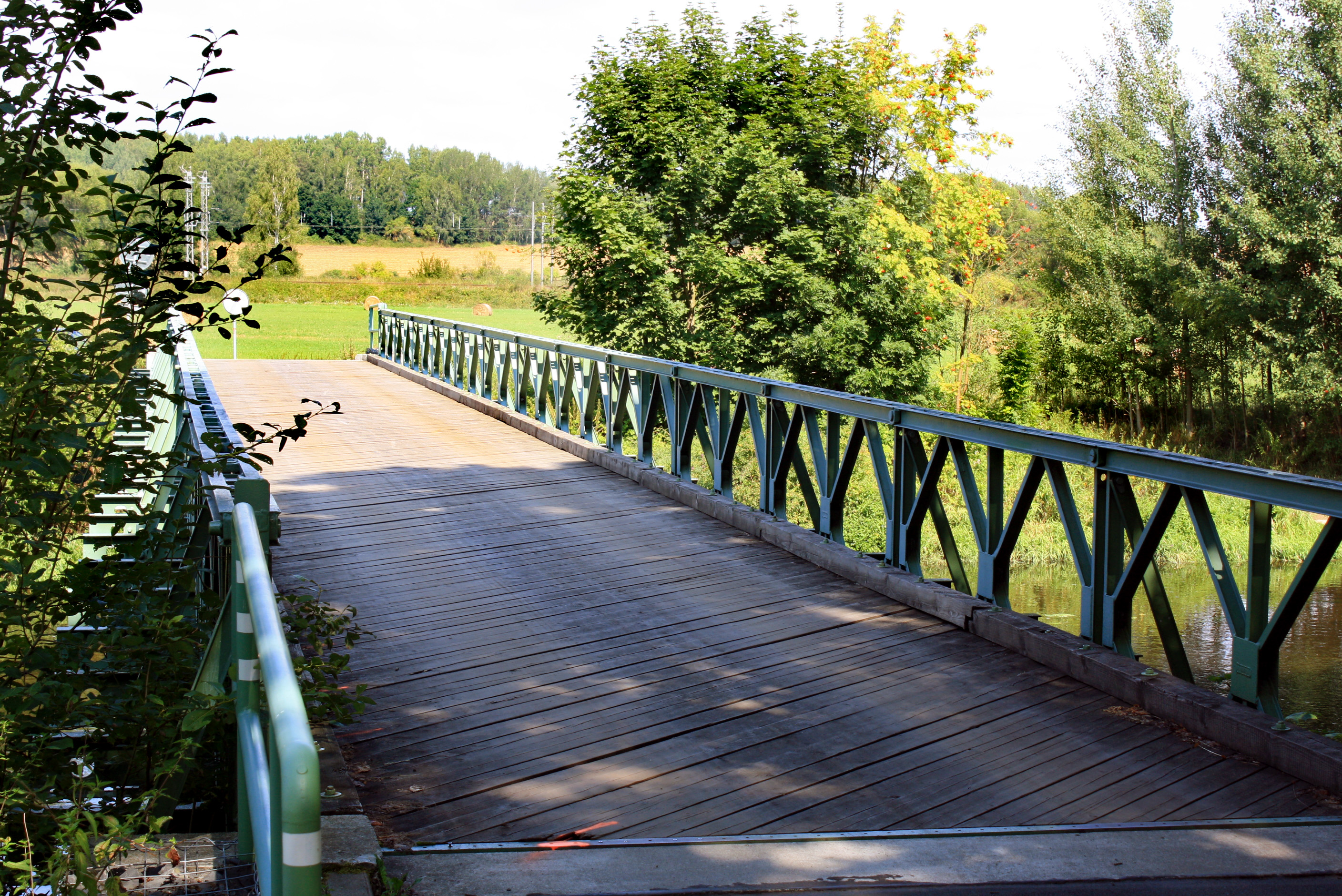
Most přes Ohři
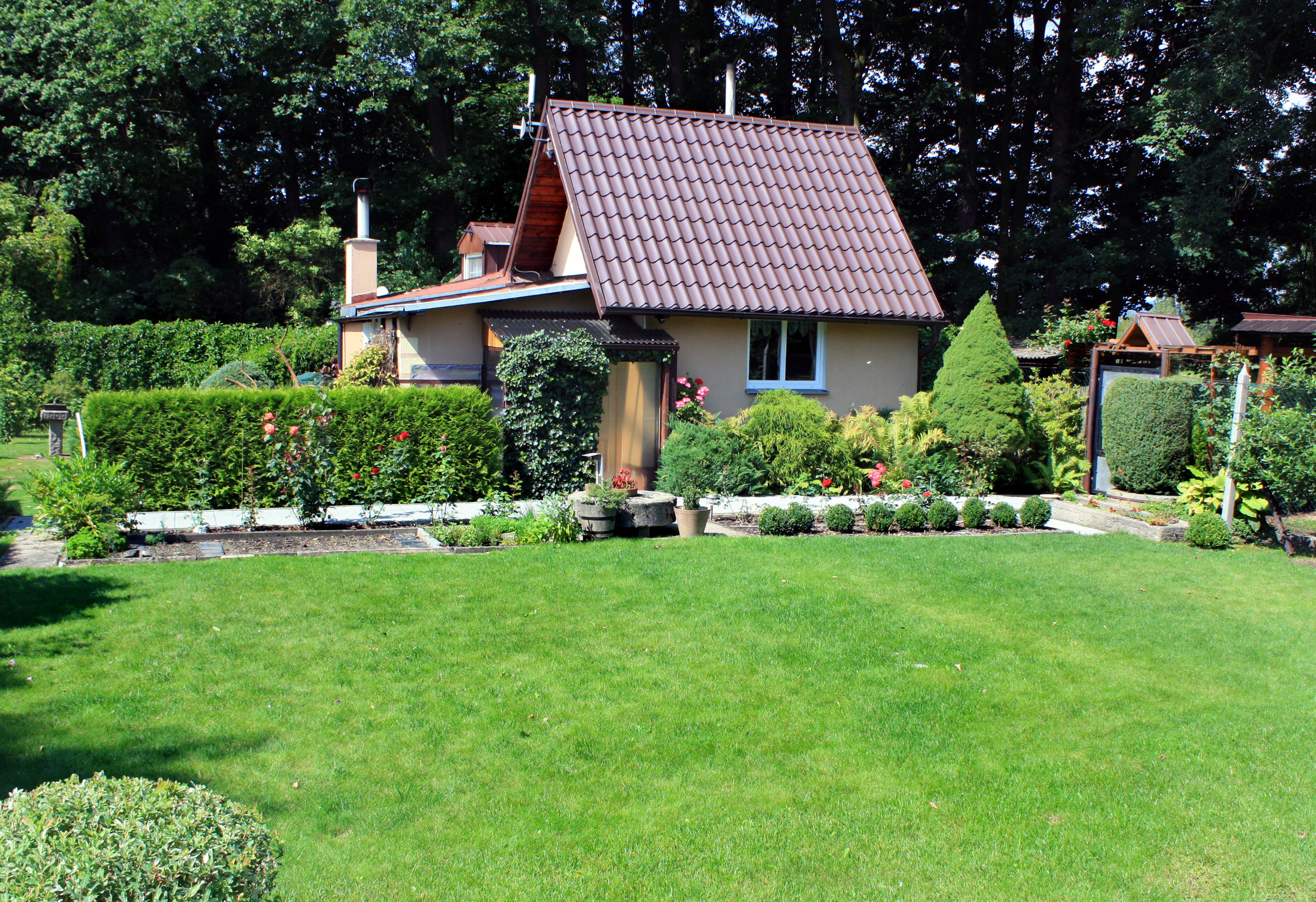
Chatka
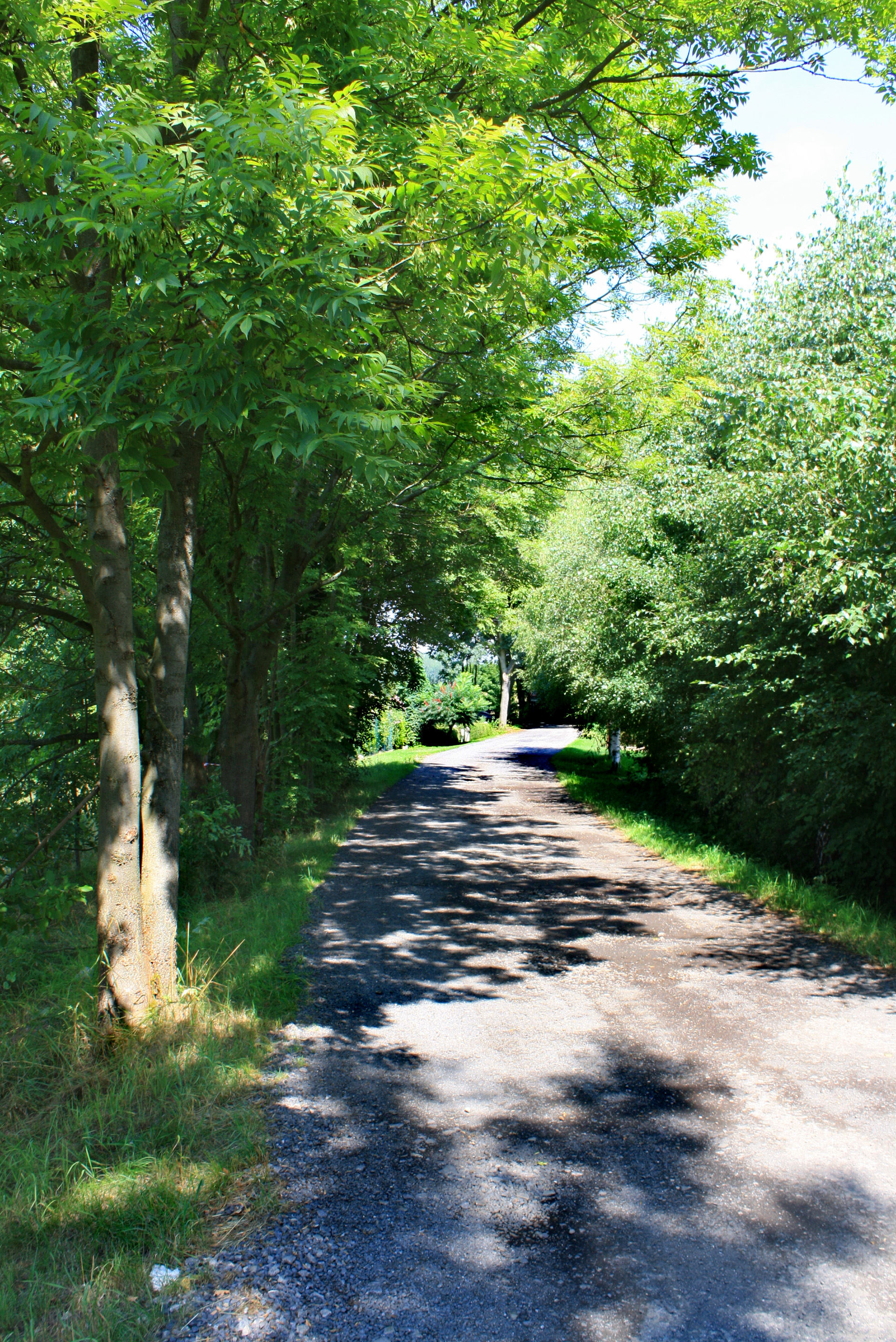
Hlavní (jediná) silnice v Chocovicích